# Carragosa
Carragosa is een plaats (freguesia) in de Portugese gemeente Bragança en telt 260 inwoners (2001).